# Evgeni Jancsovszki
Evgeni Valev Jancsovszki (bolgárul: Евгени Вълев Янчовски; 1939. szeptember 5. –) bolgár válogatott labdarúgó, edző.
A bolgár válogatott tagjaként részt vett az 1966-os világbajnokságon és az 1968. évi nyári olimpiai játékokon.

## Sikerei, díjai
Bulgária
- Olimpiai játékok ezüstérmes: 1968